# Ato II de Foces
Ato II de Foces (també anomenat At de Foces) (? - 1302) va ser un cavaller valencià d'origen aragonés, senyor de Foces.

## Orígens familiars
Era fill d'Eximen I de Foces.

## Biografia
Va servir els reis Alfons III d'Aragó i Jaume II d'Aragó.
Va morir el 1302 i el seu pare l'enterrà a l'església de Sant Miquel de Foces.